# Liên hoan phim Gdynia
Liên hoan phim Gdynia (tiếng Ba Lan: Festiwal Polskich Filmów Fabularnych w Gdyni) (tên viết tắt PPFP) là một trong số những sự kiện phim ảnh lâu đời nhất, được được tổ chức hàng năm của Ba Lan. Ban đầu, liên hoan phim được tổ chức tại thành phố Gdańsk, sau đó chuyển sang thành phố cảng Gdynia. Liên hoan phim được tổ chức hàng năm kể từ năm 1974, trừ hai năm 1982 và 1983 khi Ba Lan đang ở trong thời kỳ thiết quân luật. Bên cạnh giải thưởng lớn của Liên hoan phim là Giải Sư tử vàng (Złote Lwy), ban tổ chức có thể trao cho nhà làm phim giải Sư tử bạc (Platynowe Lwy) dành cho thành tựu trọn đời.

## Mục đích
Liên hoan phim Gdynia là một sự kiện quan trọng hàng năm của điện ảnh Ba Lan, nhằm đánh giá những tác phẩm điện ảnh Ba Lan năm ngoái. Liên hoan phim giới thiệu tất cả các thể loại phim và tiêu chí lựa chọn cơ bản là dựa trên chất lượng nghệ thuật và tính chuyên nghiệp. Mục đích của Liên hoan phim là quảng bá nghệ thuật điện ảnh Ba Lan ở cả trong và ngoài nước, đồng thời trao giải cho những bộ phim hay nhất và các nhà sản xuất.
Bên đó, các bộ phim trên thế giới cũng được trình chiếu trong liên hoan phim.
Bộ Văn hóa và Di sản Quốc gia Ba Lan, Viện phim Ba Lan và Hiệp hội các nhà làm phim Ba Lan cùng chính quyền địa phương tham gia tổ chức sự kiện này.

## Lịch sử
Liên hoan phim được tổ chức lần đầu năm 1974 tại thành phố Gdańsk dưới tên gọi Liên hoan phim Ba Lan và trở thành một sự kiện hàng năm của ngành điện ảnh Ba Lan. Tuy nhiên, khi Ba Lan trải qua thời kỳ thiết quân luật bắt đầu từ 13/12/1981, liên hoan phim cũng như nhiều sự kiện văn hóa khác không được tổ chức trong hai năm 1982-1983. Liên hoan phim được tiếp tục tổ chức kể từ năm 1984.
Năm 1987, địa điểm tổ chức của Liên hoan phim chuyển sang thành phố cảng Gdynia.
Liên hoan phim lần thứ 45 được dự kiến tổ chức từ 14 tới 19 tháng 9 năm 2020, song do ảnh hưởng của đại dịch COVID-19 nên sự kiện này bị hoãn tới năm 2021.
Tính tới năm 2020, đã có 4 lần giải thưởng Sư tử vàng của Liên hoan phim không được trao vào các năm 1976, 1982, 1983, 1989, 1991 và 1996.

## Danh sách đoạt giải Sử tử vàng tính tới 2019
- 1. 1974: Jerzy Hoffman – Potop
- 2. 1975: Andrzej Wajda – Ziemia obiecana oraz Jerzy Antczak – Noce i dnie
- 3. 1976: Không trao giải
- 4. 1977: Krzysztof Zanussi – Barwy ochronne
- 5. 1978: Stanisław Różewicz – Pasja oraz Andrzej Wajda – Bez znieczulenia
- 6. 1979: Krzysztof Kieślowski – Amator
- 7. 1980: Kazimierz Kutz – Paciorki jednego różańca
- 8. 1981: Agnieszka Holland – Gorączka
- 9. 1984: Jerzy Kawalerowicz – Austeria
- 10.1985: Stanisław Różewicz – Kobieta w kapeluszu
- 11.1986: Witold Leszczyński – Siekierezada
- 12.1987: Janusz Zaorski – Matka Królów
- 13.1988: Krzysztof Kieślowski – Krótki film o miłości oraz Krótki film o zabijaniu
- 14.1989: Không trao giải
- 15.1990: Wojciech Marczewski – Ucieczka z kina „Wolność"
- 16.1991: Không trao giải
- 17.1992: Robert Gliński – Wszystko, co najważniejsze
- 18.1993: Radosław Piwowarski – Kolejność uczuć, Grzegorz Królikiewicz – Przypadek Pekosińskiego
- 19.1994: Kazimierz Kutz – Zawrócony
- 20.1995: Juliusz Machulski – Girl Guide
- 21.1996: Không trao giải
- 22.1997: Jerzy Stuhr – Historie miłosne
- 23 1998: Jan Jakub Kolski – Historia kina w Popielawach
- 24.1999: Krzysztof Krauze – Dług
- 25.2000: Krzysztof Zanussi – Życie jako śmiertelna choroba przenoszona drogą płciową
- 26.2001: Robert Gliński – Cześć Tereska
- 27.2002: Marek Koterski – Dzień świra
- 28.2003: Dariusz Gajewski – Warszawa
- 29.2004: Magdalena Piekorz – Pręgi
- 30.2005: Feliks Falk – Komornik
- 31.2006: Joanna Kos-Krauze i Krzysztof Krauze – Plac Zbawiciela
- 32.2007: Andrzej Jakimowski – Sztuczki
- 33.2008: Waldemar Krzystek – Mała Moskwa
- 34.2009: Borys Lankosz – Rewers
- 35.2010: Jan Kidawa-Błoński – Różyczka
- 36.2011: Jerzy Skolimowski – Essential Killing
- 37.2012: Agnieszka Holland – W ciemności
- 38.2013: Paweł Pawlikowski – Ida
- 39.2014: Łukasz Palkowski – Bogowie
- 40.2015: Małgorzata Szumowska – Body/Ciało
- 41.2016: Jan P. Matuszyński – Ostatnia rodzina
- 42.2017: Piotr Domalewski – Cicha noc
- 43.2018: Paweł Pawlikowski – Zimna wojna
- 44.2019: Agnieszka Holland – Obywatel Jones